# Anschi und Michael
Anschi und Michael ist ein achtteiliger, deutscher Fernsehfilm von Rüdiger Nüchtern über zwei Jugendliche in der gegenwärtigen (1976) Bundesrepublik. Im Mittelpunkt stehen die beiden aus unterschiedlichen Gesellschaftsschichten stammenden Titelhelden, ein Lehrling und eine Gymnasiastin, die sich ineinander verlieben.

## Handlung
Irgendwo in der Münchner Vorstadt, zwischen Sozialwohnungen, Eckkneipen, Kinos und Rummelplatz. Der Werkzeugmacherlehrling Michael und die Gymnasiastin Anschi leben in zwei verschiedenen Welten. Während er dem einfachen Kleinbürgermilieu entstammt und für sein Leben nicht allzu hochtrabende Pläne schmiedet, entstammt Anschi gutbürgerlichem Milieu mit Eltern, die für ihre Tochter einigen Ehrgeiz entwickeln. Anschi hat Michael in „seinem“ Betrieb kennengelernt, wo sie sich während der Schulferien eine Zeitlang etwas dazuverdienen will. Das Leben der Teenager unterscheidet sich nicht sehr von dem aller anderen Gleichaltrigen. Gezeigt werden die alltäglichen Sorgen und Nöte daheim, in der Schule oder mit Michaels Meister.
Unbemerkt von den Erwachsenen entspinnt sich eine vorsichtige Zuneigung des blonden Schulmädchens zu dem langhaarigen Lehrjungen, auch wenn ihre noch frische Beziehung immer wieder durch die eine oder andere Herausforderung und Missverständnisse gefährdet erscheint. Als Anschi anschließend mit ihren Eltern in den Urlaub nach Italien reisen muss, trampt Michael ihr heimlich nach. Tatsächlich können die beiden Unerfahrenen dort auch ihre Schwellenängste in Sachen Sexualität überwinden, doch droht ihre Beziehung letztlich an ihrer unterschiedlichen sozialen Herkunft zu scheitern, die eine gemeinsame Zukunft unmöglich zu machen scheint.

## Produktionsnotizen
Anschi und Michael entstand 1976 im Auftrag des Bayerischen Rundfunks und wurde in „Szene 76“, einem Jugendmagazin der ARD, in acht Folgen à 15 Minuten ausgestrahlt. Der Mehrteiler stieß auf derart positive Resonanz, dass er als Zusammenschnitt am 18. November 1977 auch ins Kino gebracht wurde.

## Kritiken
Die Produktion fand bei der Kritik großes Interesse und wurde überwiegend sehr gut bewertet. Nachfolgend eine kleine Auswahl:
Der Spiegel befand über die Kinofassung: „Für jene vom deutschen Film sträflich vernachlässigte Altersgruppe zwischen 14 und 18 Jahren ist dies ein Film von starkem Identifikationswert. Er spricht bis auf die erwähnten Ausnahmen die Sprache der Teenies und bleibt bei einem Realismus, der sich von didaktischen Absichten kaum durchlöchern läßt.“
Cinema nannte Anschi und Michael „ein unterhaltsames Lehrstück über die aktuellen Probleme der Heranwachsenden“

„Behutsam geschildert, zutreffend in der Beschreibung der Realität, frisch und spontan gespielt.“

Erwin Keusch, der Regisseur des Gegenwartsfilms Das Brot des Bäckers (1976), lobte das Werk seines Kollegen Nüchtern: „Es gibt ihn also, den allerseits vermissten, deutschen Film, der spannend und lehrreich über unseren Alltag erzählt.“
Lediglich Bodo Fründt nannte in der Zeit den Film „ärgerlich“: „Schade, daß einer der wenigen deutschen Filme, die sich mit dem Gegenwartsalltag Jugendlicher befassen, von den notorischen ‚Schulmädchenreports‘ sich hauptsächlich nur durch seine sympathischere Gesinnung unterscheidet. Arg, wie aus jeder Szene das ‚Problem‘ lugt, das die Gymnasiasten-Laienspielschar illustrieren soll. (…) Allzuoft sind die Dialoge schlicht peinlich, und allzuoft türmt Nüchtern Klischee auf Klischee.“